# Dorothea von Ficquelmont

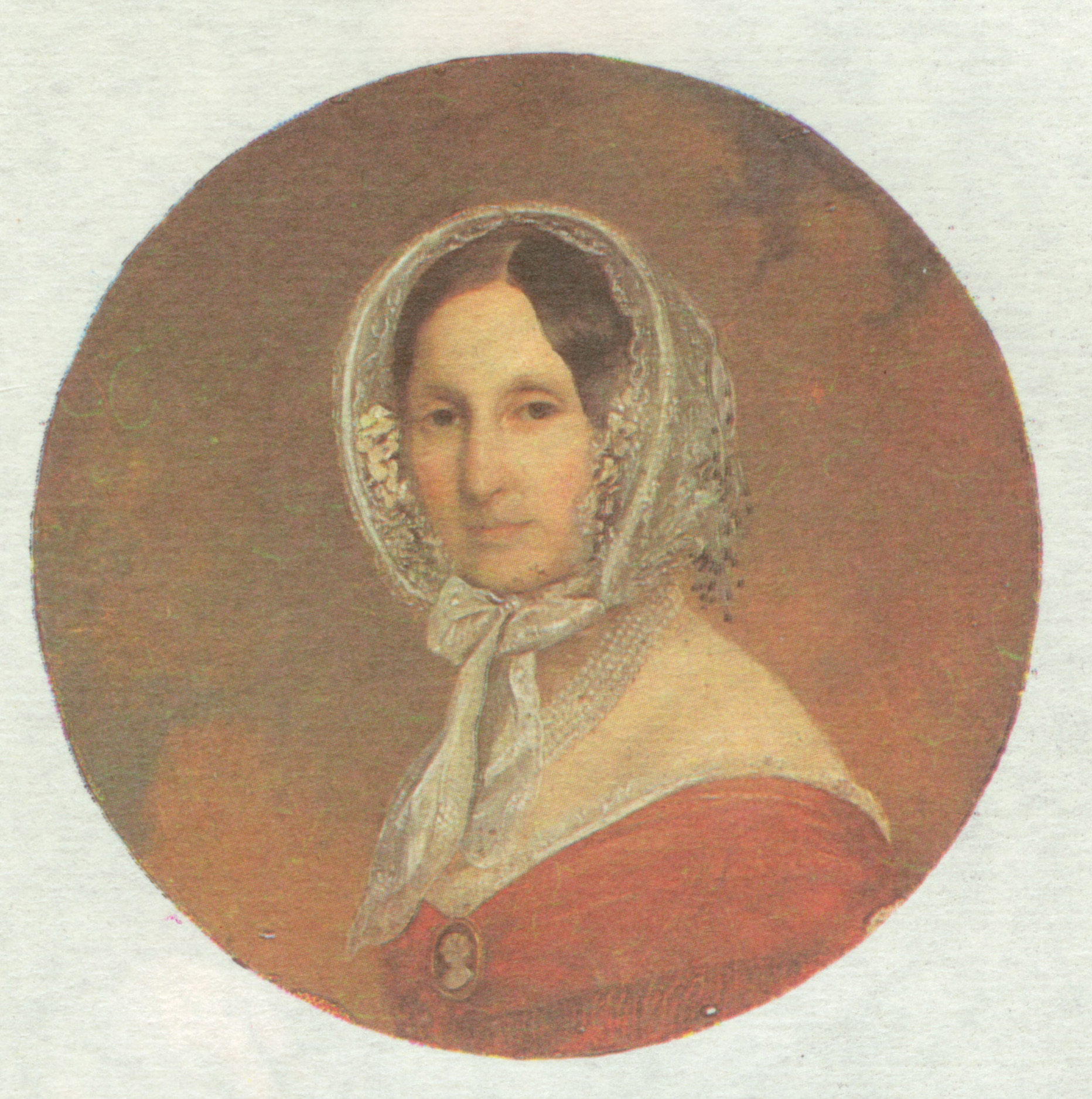
Dorothea von Ficquelmont (Josef Kriehuber, 1849)

Dorothea von Ficquelmont, geboren Gräfin Dorothea von Tiesenhausen, genannt Dolly, (russisch Дарья Фёдоровна Фикельмон, Geburtsname russisch Дарья фон Тизенгаузен; * 14. Oktoberjul. / 26. Oktober 1804greg. in St. Petersburg; † 10. April 1863 in Venedig) war eine russische Hofdame, Autorin und Salonnière.

## Leben
Dorothea von Tiesenhausen war die Tochter des Flügeladjutanten Alexanders I. Ferdinand von Tiesenhausen und seiner Frau Jelisaweta Michailowna geborene Kutusowa und Enkelin des Generalfeldmarschalls Michail Illarionowitsch Kutusow, die in die Familie von Tiesenhausen, eine wohlhabende und einflussreiche deutschbaltische Adelsfamilie, geboren wurde. Sie verbrachte ihre Kindheit zusammen mit ihrer älteren Schwester Katharina in Reval bei ihrer Großmutter Katharina von Tiesenhausen, nachdem der Vater 1805 an den Verletzungen in der Schlacht von Austerlitz gestorben war.
1811 heiratete Dorotheas Mutter den Generalmajor Nikolai Fjodorowitsch Chitrowo, der dann 1815 zum russischen Geschäftsträger beim Großherzog der Toskana ernannt wurde und sich mit seiner Familie in Florenz niederließ. Trotz begrenzter finanzieller Mittel veranstaltete Chitrowo zweimal wöchentlich große Empfänge mit Ball oder Theatervorführung, wie sich Fjodor Gawrilowitsch Golowkin erinnerte. Die Familie Chitrowo stand der Familie Ferdinands III. nahe und Dorothea von Tiesenhausen, genannt Dolly, befreundete sich mit Maria Anna, die 1817 den Sohn Leopold Ferdinands III. heiratete. Zu den vielen Bekannten der jungen Gräfin Dolly Tiesenhausen gehörte auch die Familie des Büchersammlers und Dichters Dmitri Petrowitsch Buturlin. Anfang 1817 wurde aus Ersparnisgründen die Geschäftsträgerstelle in der Toskana aufgehoben und Chitrowo in den Ruhestand versetzt. Er erhielt eine kleine Rente unter der Bedingung, dass er weiter in der Toskana lebte. Er verkaufte sein Eigentum, um Schulden zu bezahlen, und mietete eine bescheidene Wohnung. Die Bekanntschaftsbeziehungen der Familie blieben aber erhalten. Im Mai 1819 starb Chitrowo und hinterließ nur Schulden, so dass die Familie in eine finanziell sehr schwierige Lage geriet. 1820 reiste die Mutter mit ihren schönen Töchtern nach Neapel und Mitteleuropa auf der Suche nach Heiratskandidaten. Die Mutter hatte das Talent, freundschaftliche Beziehungen auch zu Vertretern der Spitzenaristokratie aufzubauen, so zum preußischen König Friedrich Wilhelm III. und zum künftigen König der Belgier Prinz Leopold Georg Christian Friedrich von Sachsen-Coburg-Saalfeld. Dolly fiel durch ihre ungewöhnliche Intuition auf, Künftiges vorherzusehen, so dass die österreichische Kaiserin Karoline Auguste sie die Florentinische Sibylle nannte.
1820 lernte Dolly Tiesenhausen den österreichischen Botschafter in Florenz Karl Ludwig von Ficquelmont kennen, der ihr im Januar 1821 den Antrag machte. Die Mutter teilte dies brieflich der Großmutter in Reval mit und auch dem Kaiser Alexander I., der auf einem Kongress in Laibach war und sie beglückwünschte. Im Juni 1821 fand die Hochzeit statt. Da Ficquelmont seit März 1821 Botschafter am Hof König Ferdinands I. beider Sizilien war, lebte die Familie Ficquelmont mit Schwiegermutter und Schwägerin Katharina nun in Neapel. Trotz der schwierigen und spannungsreichen politischen Situation nach der Niederschlagung des Aufstandes 1820/1821 gliederte sich Dolly Ficquelmont mit ihrer Mutter schnell in die neapolitanische Gesellschaft ein.
Dolly Ficquelmont las viel auf Deutsch, Englisch, Italienisch und hauptsächlich Französisch, auch antike Klassiker und zeitgenössische Werke zu politischen und geschichtlichen Fragen, insbesondere Werke von Adolphe Thiers und Augustin Thierry. Sie lernte den Sohn Ferdinand Acton (1801–1837) des früheren neapolitanischen Premierministers (und Favoriten der Königin Maria Karolina) John Acton kennen.
1822 reiste die Mutter Jelisaweta Michailowna Chitrowo mit ihren beiden Töchtern Katharina und Dolly zum Veroneser Kongress, um Alexander I. ihre Töchter vorzustellen und für sich eine Pension zu erlangen, aber die Erkrankung Katharinas verhinderte dies. Darauf reiste die Mutter mit ihren Töchtern im Juni 1823 nach St. Petersburg, und es kam zu einem privaten Besuch bei Alexander I. Es entstand ein längerer Briefwechsel zwischen Alexander I. und Dolly Ficquelmont, die Alexander sehr verehrte. Die Mutter erhielt eine Pension und ein Grundstück in Bessarabien.
Da Dolly Ficquelmont zunächst kinderlos blieb, nahm sie als Schülerin und Patentochter das Mädchen Maddalena aus einer armen italienischen Familie auf. 1825 gebar sie in Neapel ihre Tochter Elisabeth Alexandra (1825–1878), deren Taufpaten Kaiserin Elisabeth Alexejewna und Alexander I. waren.

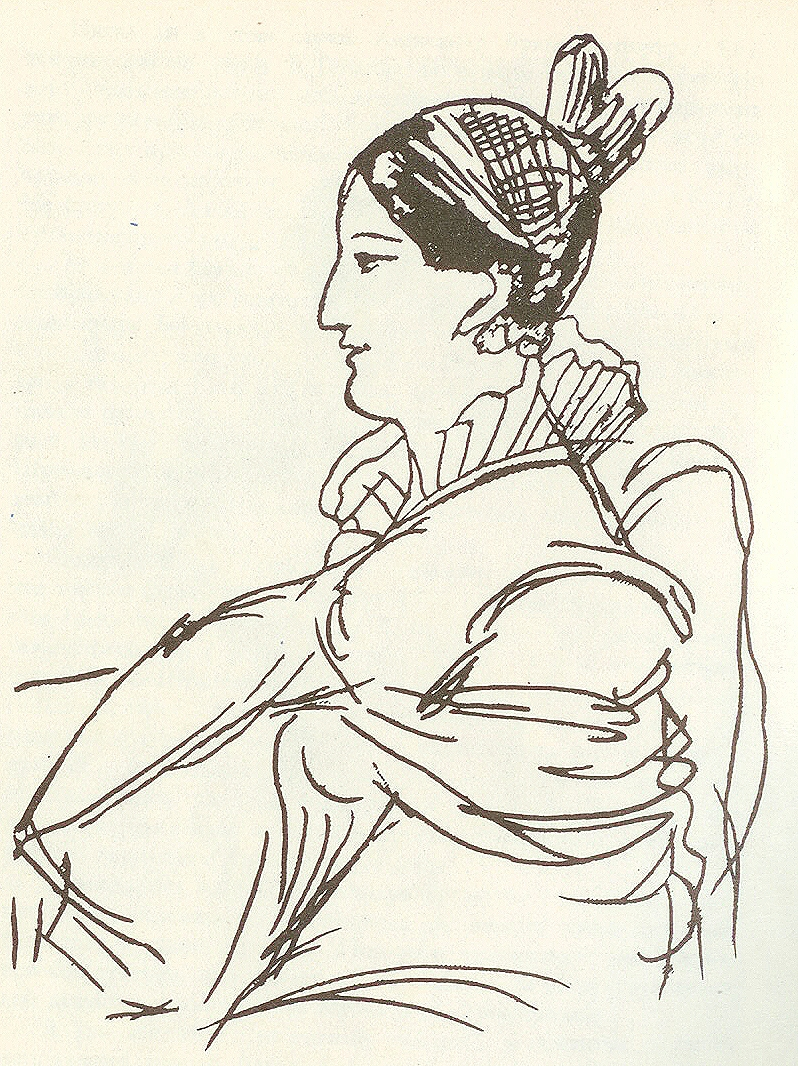
Dolly Ficquelmont (Puschkin, 1829)

Ende 1828 wurde Karl Ludwig von Ficquelmont von Metternich nach St. Petersburg geschickt, um die Möglichkeiten für eine russisch-österreichische Annäherung zu erkunden. Ende Juni 1829 reiste Dolly Ficquelmont mit ihrem Mann nach St. Petersburg, wie sie in ihrem Tagebuch beschrieb. Sie wohnten dort in einem von der österreichischen Botschaft gemieteten Haus. Im Frühjahr 1830 wurde in Wien bekannt, dass Kaiser Nikolaus I. als österreichischen Botschafter in St. Petersburg Karl Ludwig von Ficquelmont wünsche.  Dolly Ficquelmont interessierte sich für Literatur und Musik, für religiös-philosophische Fragen und für Politik. Ihre Freunde waren Pjotr Andrejewitsch Wjasemski, Alexander Iwanowitsch Turgenew und Iwan Iwanowitsch Koslow. Ihr Salon wurde häufig von Alexander Sergejewitsch Puschkin aufgesucht. Sie versorgte Freunde mit Büchern, deren Einfuhr in Russland verboten war.
Den Sommer und Herbst 1835 verbrachte das Ehepaar Ficquelmont in Österreich und nahm im August an der Gedenkfeier des Jahrestages der Schlacht bei Kulm teil, an der Kaiser Ferdinand I., Kaiser Nikolaus I. und König Friedrich Wilhelm III. teilnahmen und ein russisches Denkmal eingeweiht und ein Massengrab für die Gefallenen angelegt wurden. Im Oktober erhielt Dolly Ficquelmont von Kaiserin Alexandra Fjodorowna den Orden der Heiligen Katharina und ein Brillantenarmband mit ihrem Porträt. Damit war sie nun russische Hofdame.
Im Mai 1838 reiste die erkrankte Dolly Ficquelmont mit ihrem Mann, der Urlaub genommen hatte, und ihrer Mutter und Schwester nach Südeuropa, um sich im milderen Klima behandeln zu lassen. Ihre Mutter kehrte aus Genua nach St. Petersburg zurück, und auch ihr Mann arbeitete weiter in St. Petersburg. Im Mai 1839 starb ihre Mutter in St. Petersburg und wurde von ihrem Schwiegersohn begraben, der darauf seine Frau in Aix-les-Bains aufsuchte. Karl Ludwig von Ficquelmont wurde 1839 nach Wien gerufen, um dann nach St. Petersburg zurückzukehren und im Juli 1840 endgültig abberufen zu werden. In Wien erhielt er den ehrenvollen, aber unwichtigen Posten des Staats- und Konferenzministers.
Als die Ficquelmonts sich 1847 in Venedig aufhielten, wurde Karl Ludwig von Ficquelmont nach Wien gerufen und beauftragt, wegen der im Zusammenhang mit dem Risorgimento beginnenden revolutionären Demonstrationen in Mailand dorthin zu gehen. Im Oktober 1847 reisten die Ficquelmonts nach Mailand, wo sie das gespannte Verhältnis der Österreicher und der lokalen Aristokratie spürten. Während der bewaffneten Aufstände im Winter 1848 wurde Ficquelmonts Koch tödlich verletzt. Anfang März 1848 wurde Ficquelmont Vorsitzender des österreichischen Militärrats, so dass er nach Wien reiste, wo er im Verlauf der Märzrevolution Außenminister der Regierung Kolowrat wurde. Seine Frau blieb in Venedig, wo dann die Repubblica di San Marco ausgerufen wurde. Dolly Ficquelmont wurde zweimal verhaftet. Mit Hilfe des britischen Konsuls gelang es ihr, auf einem britischen Kriegsschiff aus Triest Venedig zu verlassen. Erst nach einem Monat kam sie mit ihrer Tochter und ihrem Schwiegersohn Fürst Edmund Clary und Aldringen (1813–1894) nach Wien.
Nachdem Ficquelmont am 4. Mai 1848 zum Rücktritt gezwungen worden war, lebten die Ficquelmonts mit Tochter und Schwiegersohn zunächst in Teplice, wo die Familie Clary und Aldringen zu Hause war. Nach der Ermordung Franz Philipp von Lambergs und Ficquelmonts Vetter Theodor Baillet de Latour durch Aufständische verbrachten die Ficquelmonts viel Zeit in Venedig. Dort kauften sie Anfang 1855 ein Haus, das dann der Palazzo Clary-Ficquelmont war. Nach dem Tode ihres Mannes 1857 gab Dolly Ficquelmont die Pensées et réflexions morales et politiques du comte de Ficquelmont ministre d’Etat en Autriche heraus, die 1859 in Paris erschienen. Sie sichtete seine handschriftlichen Notizen und Kommentare zu Fragen der Philosophie und Politik und veröffentlichte sie in einem separaten Band.
Dolly Ficquelmont wurde in der Clary-und-Aldringen-Familiengruft in Dubí bei Teplice begraben. Die Briefe der Ficquelmonts an Katharina von Tiesenhausen wurden 1911 in Paris veröffentlicht. Dolly Ficquelmonts originales Tagebuch (10 Tetraden) wird in einer Filiale des Staatsarchivs in Děčín aufbewahrt. Manfred von Clary und Aldringen war Dolly Ficquelmonts Enkel.